# Veniamin (Velyčko)
Veniamin (světským jménem: Serhij Mychajlovyč Velyčko; * 20. dubna 1991, Iza) je ukrajinský duchovní Ukrajinské pravoslavné církve Moskevského patriarchátu, biskup skadovský a vikář chersonské eparchie.
Je nejmladším biskupem autonomní Ukrajinské pravoslavné církve a Ruské pravoslavné církve.

## Život
Narodil se 20. dubna 1991 ve vesnici Iza Zakarpatské oblasti.
Navštěvoval střední školu v Ize. Dne 31. května 2009 byl arcibiskupem chersonským a tavrickým Ioanem (Siopkem) postřižen na rjasofora se jménem Veniamin na počest svatého Benjamina Pečerského a 28. března 2010 rukopoložen na jerodiákona. Byl určen pro službu v katedrálním chrámu Ducha svatého v Chersonu.
Dne 15. května 2012 přijal postřih do malé schimy se jménem Veniamin na počest svatého  Benjamína Perského. Dne 11. prosince 2016 jej metropolita kyjevský a celé Ukrajiny Onufrij (Berezovskyj) rukopoložil na jeromonacha a 14. března 2017 byl povýšen na archimandritu. Stal se sekretářem metropolity chersonského.
Roku 2019 dokončil Kyjevský duchovní seminář.  Dne 22. prosince následujícího roku byl jmenován představeným Kasperovského chrámu Archijerejského podvorje v Chersonu.
Dne 12. května 2022 jej Svatý synod Ukrajinské pravoslavné církve zvolil biskupem skadovským a vikářem chersonské eparchie. Biskupská chirotonie proběhla 18. července 2022. Hlavním světitelem byl metropolita kyjevský Onufrij (Berezovskyj).